# وچتا (شهرستان)
وچتا (منطقه) (به آلمانی: Vechta (district)) یک ناحیه در آلمان است که در نیدرزاکسن واقع شده‌است.

## خصوصیات
وچتا ۱۳۲٬۵۰۰ نفر جمعیت دارد.